# Puig dels Boixos
El Puig dels Boixos és una muntanya de 788 metres que es troba al municipi d'Albanyà, a la comarca catalana de l'Alt Empordà.